# Premio Mark Twain al humor estadounidense
El Premio de Mark Twain al humor estadounidense es un premio estadounidense presentado por el Centro John F. Kennedy para las Artes Escénicas anualmente desde 1998. El galardón, cuyo nombre hace referencia al humorista del siglo XIX Mark Twain, se presenta a las personas que han "tenido un impacto en la sociedad estadounidense de manera similar a" Twain. El Centro JFK eligió a Twain debido a su condición de comentarista social controvertido y su "perspectiva intransigente de la injusticia social y la locura personal".  Una copia del busto de Twain de Karl Gerhardt en 1884 se presenta en una ceremonia de otoño grabada en el Kennedy Center Concert Hall en Washington D. C., durante la cual el galardonado es homenajeado por sus compañeros. El evento es una importante recaudación de fondos para el Centro Kennedy, que vende entradas, así como acceso a cenas y fiestas posteriores con las celebridades.

## Destinatarios
El destinatario inaugural del premio fue el comediante Richard Pryor . Los primeros dos años del Premio Mark Twain (Richard Pryor y Jonathan Winters ) fueron grabados y transmitidos en Comedy Central .  Desde entonces, las presentaciones de los premios se han grabado para su transmisión en PBS . El destinatario más joven fue la actriz y comediante Tina Fey, con 40 años en 2010.
Bill Cosby aceptó su premio en el Centro Kennedy en 2009. Había rechazado dos veces el honor, afirmando que estaba decepcionado con la blasfemia utilizada en la ceremonia inaugural en honor a Richard Pryor. Después de que Cosby fue declarado culpable de agresión sexual en 2018, el centro despojó a Cosby de su premio y sus honores del Centro Kennedy de 1998.
A 2019 , 21 personas han recibido el honor, 6 mujeres y 15 hombres. 
| Año  | Imagen                           | Premiados           | Notas | Ref.   |
| ---- | -------------------------------- | ------------------- | --- | ------ |
| 1998 | Richard Pryor in 1986            | Richard Pryor       | Los que estaban allí para honrar a Pryor eran: Chris Rock, Robin Williams, Whoopi Goldberg, Gene Wilder, Chevy Chase, Tim Allen, Danny Glover, Damon Wayans, Kris Kristofferson, y Dick Gregory. | [ 6 ]  |
| 1999 | Jonathan Winters in 1963         | Jonathan Winters    | Los que estaban allí para honrar a Winters eran: Steve Allen, Sid Caesar, Robin Williams, Eugene Levy, Bonnie Hunt, Michael McKean y Robert Wuhl. | [ 7 ]  |
| 2000 | Carl Reiner in 1960              | Carl Reiner         | Los que estaban allí para honrar a Reiners eran:: Mel Brooks, Dick Van Dyke, Mary Tyler Moore, Steve Martin, Rob Reiner, Jerry Seinfeld, Ray Romano, Joy Behar, y George Wallace | [ 8 ]  |
| 2001 | Whoopi Goldberg in 2008          | Whoopi Goldberg     | Primera mujer en recibir el premio.Los que estaban allí para honrar a Goldberg eran: Robin Williams, Billy Crystal, Wanda Sykes, Cedric the Entertainer, Chris Tucker, Alan King, y Harry Belafonte | [ 9 ]  |
| 2002 | Bob Newhart in 2002              | Bob Newhart         | Los que estaban allí para honrar a Newhart eran: Kelsey Grammer, David Hyde Pierce, The Smothers Brothers, Don Rickles, Tim Conway, Bernie Mac, Jane Curtin, Fred Willard y Steven Wright. | [ 10 ] |
| 2003 | Lily Tomlin in 2014              | Lily Tomlin         | Los que estaban allí para honrar a Tomlin eran: Jane Fonda, Steve Martin, Robin Williams, Dave Chappelle, Elaine Stritch, Doris Roberts, George Lopez, y Dolly Parton. | [ 11 ] |
| 2004 | Lorne Michaels in 2008           | Lorne Michaels      | El único destinatario nacido y criado fuera de los Estados Unidos., (Michaels es canadiense-estadounidense). Los que estaban allí para honrar a Michaels eran: Steve Martin, Dan Aykroyd, Tina Fey, Amy Poehler, Maya Rudolph, Tim Meadows, David Spade, Paul Simon, Conan O'Brien, Christopher Walken, y Sen John McCain.                                           | [ 12 ] |
| 2005 | Steve Martin in 2011             | Steve Martin        | Los que estaban allí para honrar a Martin eran: Tom Hanks, Carl Reiner, Martin Short, Larry David, Dave Barry, Eric Idle, Diane Keaton, Claire Danes, Queen Latifah, Randy Newman, Paul Simon, and Mike Nichols | [ 13 ] |
| 2006 |                                  | Neil Simon          | Los que estaban allí para honrar a Simon eran: Nathan Lane, Matthew Broderick, Jason Alexander, Robert Klein, Paul Reiser, Christina Applegate, Richard Dreyfus and Robert Redford. | [ 14 ] |
| 2007 | Billy Crystal in 2018            | Billy Crystal       | Los que estaban allí para honrar a Crystal eran: Robin Williams, Whoopi Goldberg, Robert De Niro, Danny De Vito, John Goodman, Jimmy Fallon, Jon Lovitz, Martin Short, Rob Reiner, Barbara Walters. | [ 15 ] |
| 2008 | George Carlin in 2008            | George Carlin       | El único premio póstumo, debido a que Carlin murió el mismo año. Los que estaban allí para honrar a Carlin eran: Joan Rivers, Jon Stewart, Bill Maher, Lewis Black, Denis Leary, Margaret Cho, Garry Shandling, y Lily Tomlin. | [ 17 ] |
| 2009 | Bill Cosby in 2011               | Bill Cosby          | Retirado en 2018 debido a una condena por agresión sexual. Los que estaban allí para honrar a Cosby eran: Jerry Seinfeld, Chris Rock, Sinbad, Malcolm-Jamal Warner, Steven Wright, Willie Nelson, Carl Reiner, Dick Gregory, Rita Moreno, y Phylicia Rashad. | [ 19 ] |
| 2010 | Tina Fey in 2014                 | Tina Fey            | La ganadora más joven del premio. Los que estaban allí para honrar a Fey eran: Alec Baldwin, Amy Poehler, Steve Martin, Steve Carell, Jimmy Fallon, Jon Hamm, Fred Armisen, Jennifer Hudson, Betty White, y Lorne Michaels. |        |
| 2011 | Will Ferrell in 2013             | Will Ferrell        | Los que estaban allí para honrar a Ferrell eran: Conan O'Brien, John C. Reilly, Ben Stiller, Jack Black, Paul Rudd, Adam McKay, Tim Meadows, Matthew Broderick, y Ed Asner. | [ 20 ] |
| 2012 | Ellen DeGeneres in 2011          | Ellen DeGeneres     | Los que estaban allí para honrar a DeGeneres eran: Jane Lynch, Sean Hayes, Jimmy Kimmel, John Leguizamo, John Krasinski, Steve Harvey, Kristin Chenoweth, y Lily Tomlin. | [ 21 ] |
| 2013 | Carol Burnett in 2014            | Carol Burnett       | Los que estaban allí para honrar a Burnett eran: Julie Andrews, Tina Fey, Amy Poehler, Maya Rudolph, Rashida Jones, Martin Short, Tony Bennett, Vicki Lawrence, y Tim Conway. Mientras que Carl Reiner y Ellen DeGeneres aparecieron en segmentos pregrabados en los que honraron a Burnett.                                                                         |        |
| 2014 | Jay Leno in 2008                 | Jay Leno            | Los que estaban allí para honrar a Leno eran: Jerry Seinfeld, Jimmy Fallon, Seth Meyers, Robert Klein, J.B. Smoove, Jamie Foxx, Wanda Sykes, Chelsea Handler, Kristin Chenoweth, y Garth Brooks. | [ 22 ] |
| 2015 | Eddie Murphy in 2010             | Eddie Murphy        | Los que estaban allí para honrar a Murphy eran: Dave Chappelle, Chris Rock, Arsenio Hall, Jay Pharoah, Tracy Morgan, Trevor Noah, George Lopez, Kevin Nealon, y Kathy Griffin. | [ 23 ] |
| 2016 | Bill Murray in 2018              | Bill Murray         | Los que estaban allí para honrar a Murray eran: David Letterman, Emma Stone, Bill Hader, Aziz Ansari, Miley Cyrus, Jane Curtin, Jimmy Kimmel, Brian Doyle Murray, y Sigourney Weaver. | [ 24 ] |
| 2017 | David Letterman in 2016          | David Letterman     | Los que estaban allí para honrar a Letterman eran: : Bill Murray, Steve Martin, Martin Short, John Mulaney, Norm Macdonald, Jimmy Kimmel, Jimmie Walker, and Eddie Vedder. Michelle Obama apareció en un video pregrabado para honrar a Letterman. Al Franken apareció pero fue excluido de la transmisión debido a las acusaciones de agresión sexual en su contra. | [ 25 ] |
| 2018 | Julia Louis-Dreyfus in 2017      | Julia Louis-Dreyfus | Los que estaban allí para honrar a Julia eran: Jerry Seinfeld, Tina Fey, Stephen Colbert, Bryan Cranston, Tony Hale, Lisa Kudrow, Keegan-Michael Key, Kumail Nanjiani, Abbi Jacobson, Ilana Glazer, and Jack Johnson. Larry David appeared in a pre-taped video to honor Dreyfus.                                                                                    | [ 26 ] |
| 2019 | Dave Chappelle in September 2018 | Dave Chappelle      | Los que estaban allí para honrar a Dave eran: Jon Stewart, Bradley Cooper, Kevin Hart, Sarah Silverman, Trevor Noah, Tiffany Haddish, John Legend, y Chrissy Teigen el 27 de octubre de 2019. | [ 27 ] |
| 2022 | Jon Stewart in 2016              | Jon Stewart         | Los que estaban allí para honrar a Jon eran: Samantha Bee, Steve Carell, Dave Chappelle, Pete Davidson, Ed Helms, Jimmy Kimmel, Jon Meacham, Olivia Munn, Bassem Youssef, and Bruce Springsteen. Stephen Colbert appeared remotely via video chat and John Oliver appeared in a pre-taped video that satirized a eulogy.                                             |        |